# Viola cerasifolia
Viola cerasifolia A.St.-Hil. – gatunek roślin z rodziny fiołkowatych (Violaceae). Występuje naturalnie we wschodniej części Brazylii – w stanach Minas Gerais, Rio de Janeiro i São Paulo. 

## Morfologia
PokrójBylina tworząca kłącza.
LiścieBlaszka liściowa ma owalny, eliptyczny lub lancetowaty kształt. Mierzy 3,7–8,6 cm długości oraz 1,8–3,8 cm szerokości, jest karbowana na brzegu, ma zbiegającą po ogonku nasadę i spiczasty lub ostry wierzchołek. Ogonek liściowy jest nagi i ma 4–17 mm długości. Przylistki są eliptyczne lub lancetowate i osiągają 7–14 mm długości.
KwiatyPojedyncze, wyrastające z kątów pędów. Mają działki kielicha o lancetowatym kształcie i dorastające do 8–11 mm długości. Płatki są podługowate, mają białą barwę oraz 10–12 mm długości, dolny płatek jest odwrotnie jajowaty, mierzy 10-12 mm długości, posiada obłą ostrogę.
OwoceTorebki mierzące 6-11 mm długości, o elipsoidalnym kształcie.

## Biologia i ekologia
Rośnie w lasach. 